# Billy Crudup
Billy Crudup, właśc. William Gaither Crudup (ur. 8 lipca 1968 w Manhasset) – amerykański aktor.

## Życiorys

### Wczesne lata
Urodził się w Manhasset w stanie Nowy Jork jako drugi z trzech synów Georgann (z domu Gaither) i Thomasa Henry’ego Crudupa III. Jego rodzina była pochodzenia angielskiego, a także miała korzenie niemieckie i szkockie. Jest wnukiem adwokata Billy’ego Gaithera z Florydy. Ma dwóch braci (producentów filmowych: Tommy’ego (ur. 1966) i Brooksa (ur. 1971)). Jego rodzice rozwiedli się, gdy był małym chłopcem. Gdy miał osiem lat, wraz z rodziną opuścił Nowy Jork; dorastał w stanie Teksas i na Florydzie. Uczęszczał do Hillcrest High School w Dallas. W 1986 ukończył szkołę średnią Saint Thomas Aquinas High School w Fort Lauderdale. Naukę kontynuował na Uniwersytecie Karoliny Północnej w Chapel Hill, na wydziale komunikacji.

### Kariera
Występował na scenie Lab!Theatre. W 1994 otrzymał dyplom ukończenia sztuk pięknych w Tisch School of the Arts przy Nowojorskim Uniwersytecie. Rok później debiutował na scenie Broadwayu w Lincoln Center Theater jako Byronic geniusz matematyczny płci żeńskiej w spektaklu Arkadia, który przyniósł mu nagrody Theatre World, Outer Critics Circle i Clarence Derwent.
Po raz pierwszy na dużym ekranie pojawił się w dwóch filmach – komedii muzycznej Woody’ego Allena Wszyscy mówią: kocham cię (Everyone Says I Love You, 1996) i dramacie Barry’ego Levinsona Uśpieni (Sleepers, 1996) jako morderca.
W 1997 roku powrócił na broadwayowską scenę w roli Solyonia w sztuce Antoniego Czechowa Trzy siostry, a rok później zagrał tytułową postać w przedstawieniu Oedipus Rex. Jego głos został użyty w reklamie MasterCard „Priceless” (1997). Użyczył też głosu Ashitakowi, bohaterowi angielskiej wersji japońskiego filmu animowanego Księżniczka Mononoke (Princess Mononoke, 1999). Zebrał znakomite recenzje za kreację znanego w latach 70. amerykańskiego długodystansowca Steve’a Prefontaine’a – który w wieku 24 lat zginął w wypadku samochodowym – w jednym z lepszych w historii kina sportowych biografii Przed metą (Without Limits, 1998). Za postać Pete’a Caldera, rywalizującego ze swoim przyjacielem (Woody Harrelson) na Dzikim Zachodzie, w westernie Kraina Hi-Lo (The Hi-Lo Country, 1998) odebrał nagrodę National Board of Review. Uznanie zyskała także rola mistycznego gitarzysty Russella Hammonda w dramacie muzycznym Camerona Crowe U progu sławy (Almost Famous, 2000). Rola 20-letniego włóczęgi FH, który brnie przez życie w stanach narkotykowego odurzenia w dramacie Syn Jezusa (Jesus’ Son, 1999) została uhonorowana nagrodą na festiwalu filmowym w Paryżu. Zagrał potem w komedii przygodowej fantasy Duża ryba (Big Fish, 2003), dramacie kostiumowym Królowa sceny (Stage Beauty, 2004) jako Edward Kynaston, mistrzowski odtwórca teatralnych ról kobiecych w czasach, gdy mogli je odtwarzać tylko mężczyźni, oraz kasowym dreszczowcu Mission: Impossible III (2006) z Tomem Cruise.
Był dwukrotnie nominowany do nagrody Tony za występ w sztuce broadwayowskiej – Człowiek słoń (The Elephant Man) w 2002 oraz Poduszyciel (The Pillowman) z Jeffem Goldblumem w 2005. Od października 2006 do maja 2007 występował w dziewięciogodzinnej trylogii brytyjskiego dramaturga Toma Stopparda Utopie (The Coast of Utopia) w Lincoln Center, zdobywając nagrodę Tony. W 2018 jako tytułowy bohater spektaklu Harry Clarke otrzymał nagrody teatralne: Lucille Lortel Award, Drama Desk Award, Obie Award i Outer Critics Circle Award.

## Życie prywatne
W latach 1996–2003 związany był z aktorką Mary-Louise Parker, z którą ma syna Williama Atticusa (ur. 2004). Spotykał się także z Claire Danes (2004-2005).

## Filmografia
| Rok  | Tytuł                          | Rola                         | Uwagi             |
| ---- | ------------------------------ | ---------------------------- | ----------------- |
| 1996 | Uśpieni                        | Tommy Marcano                |                   |
| 1996 | Wszyscy mówią: kocham cię      | Ken Risley                   |                   |
| 1997 | Abbottowie prawdziwi           | Jacey Holt                   |                   |
| 1997 | Grind                          | Eddie Dolan                  |                   |
| 1998 | Pętla                          | Teddy                        |                   |
| 1998 | Przed metą                     | Steve Prefontaine            |                   |
| 1998 | Kraina Hi-Lo                   | Pete Calder                  |                   |
| 1999 | Księżniczka Mononoke           | Ashitaka (głos)              | angielski dubbing |
| 1999 | Syn Jezusa                     | FH                           |                   |
| 2000 | Przebudzenie miłości           | Fielding Pierce              |                   |
| 2000 | U progu sławy                  | Russell Hammond              |                   |
| 2001 | Światowy podróżnik             | Cal                          |                   |
| 2001 | Charlotte Gray                 | Julien Levade                |                   |
| 2003 | Duża ryba                      | William „Will” Bloom         |                   |
| 2003 | Królowa sceny                  | Ned Kynaston                 |                   |
| 2005 | Trust the Man                  | Tobey                        |                   |
| 2006 | Mission: Impossible III        | John Musgrave                |                   |
| 2006 | Dobry agent                    | Arch Cummings                |                   |
| 2007 | Dedykacja                      | Henry Roth                   |                   |
| 2008 | Pretty Bird                    | Curtis Prentiss              |                   |
| 2009 | Watchmen: Strażnicy            | Jon Osterman / Dr. Manhattan |                   |
| 2009 | Wrogowie publiczni             | J. Edgar Hoover              |                   |
| 2009 | The Ballad of G.I. Joe         | Zartan                       | krótkometrażowy   |
| 2010 | Jedz, módl się, kochaj         | Stephen                      |                   |
| 2011 | Thin Ice                       | Randy Kinney                 |                   |
| 2012 | Straż sąsiedzka                | „Creepy Neighbor”            | Cameo             |
| 2013 | Więzy krwi                     | Frank Pierzynski             |                   |
| 2014 | Bez kompasu                    | Sam Manning                  |                   |
| 2014 | The Longest Week               | Dylan Tate                   |                   |
| 2014 | Glass Chin                     | J.J. Cook                    |                   |
| 2015 | The Stanford Prison Experiment | Dr. Philip Zimbardo          |                   |
| 2015 | Spotlight                      | Eric MacLeish                |                   |
| 2016 | Youth in Oregon                | Brian Gleason                |                   |
| 2016 | Jackie                         | Theodore H. White            |                   |
| 2016 | 20th Century Women             | William                      |                   |
| 2017 | Obcy: Przymierze               | Christopher Oram             |                   |
| 2017 | Liga Sprawiedliwości           | Henry Allen                  |                   |
| 2019 | After the Wedding              | Oscar                        |                   |